# Coro Coro
Coro Coro, también escrito como Corocoro, es una localidad y municipio de Bolivia, capital de la provincia de Pacajes del departamento de La Paz. Su localidad de mayor población, es la ciudad que lleva su mismo nombre. Según el último censo oficial realizado por el Instituto Nacional de Estadística de Bolivia (INE) en 2012, el municipio cuenta con una población de 10 647 habitantes y está situado a una altitud promedio de 4000 m s. n. m. El municipio posee una extensión superficial de 1091 km² y una densidad de población de 9,75 hab/km².
El municipio era uno de los territorios mineros más importantes de Bolivia debido a sus yacimientos de cobre. Ello cambió a partir de 1985, cuando debido a diversas razones económicas y políticas el centro minero fue clausurado y sus trabajadores abandonaron la zona. Desde entonces, el desarrollo del municipio ha estado estancado.
Coro Coro contiene en su territorio varios elementos patrimoniales naturales —como el Cóndor Jipiña y el salar de Jayuma Llallagua— y de creación humana —la Iglesia de Caquingora—, además de ser, según ciertos investigadores, cuna de los patrimonios culturales intangibles del personaje del ch'uta y su danza.

## Toponimia
No existe claridad acerca del origen del nombre de Coro Coro. Documentos de 1574 indican que el municipio originalmente era denominado «Kori Kori Pata»; el término significaba «cerro de oro», y sería precursor del nombre actual. Por otro lado, algunas fuentes señalan que el nombre podría provenir de «ocororo», término con el significado de «oro de baja ley» con el cual se hacía referencia al cobre.

## Historia
Antiguamente en la región de Coro Coro habitaban los Pacaxas que fueron uno de los reinos aimaras más representativos y predominantes del altiplano boliviano; son parte de las numerosas poblaciones raciales como: Lupacass, Carangas, Quillacas, Kallaguayas, Charcas, Chichas, Misqui, Machaca y Pacajakes de este último ayllu proviene el nombre de la provincia de Pacajes del departamento de La Paz. En las diferencias que está dentro del marco histórico de Coro Coro, está circunscrita en 3 épocas definidas precolombina, colonial y republicana; con una determinada diferencia de que Coro Coro siempre fue considerada de manera particular por su actividad minera.
Origen étnico. 
La población de la provincia Pacajes fue parte del imperio Tihuanacota, que constituyó el ayllu Paca jakes de origen aimara, los que a pesar de las incursiones quechuas, mantuvieron sus rasgos étnicos e idioma.
Con base en algunas fuentes históricas —como la obra «Beneficio de Metales» del Presbítero Barba, cura de la matriz de Potosí, publicada en 1612— es posible concluir que el territorio donde actualmente se ubica Coro Coro fue habitado durante el periodo incario.
En 1856, la población de Coro Coro fue designada capital de la provincia de Pacajes, y en 1867 fue declarada capital del actualmente inexistente departamento de Mejillones. Posteriormente, en 1888, fue denominada capital constitucional y el 25 de noviembre de 1895 se le elevó a la categoría de ciudad.
Durante el siglo XX se estableció en la ciudad la Corocoro United Copper Mines, empresa inglesa de explotación de cobre, con oficina central en Londres y minas en Coro Coro.
En 1950 se produjo en Coro Coro el primer motín obrero a nivel nacional, que buscaba un incremento de salarios.
En Coro Coro llegaron a editarse cuatro periódicos: El Esfuerzo, El Industrial, La Acción y El Deber. Además, allí funcionaron varios centros culturales donde se presentaban frecuentemente obras teatrales.
El municipio fue uno de los territorios mineros más importantes de Bolivia durante mucho tiempo debido a sus yacimientos de cobre. Algunos consideran que era, de hecho, el principal productor de cobre nacional. Esto, sin embargo, cambió a partir de 1985, cuando debido a diversas circunstancias económicas y políticas el centro minero fue clausurado y sus trabajadores abandonaron la zona. Desde entonces, el desarrollo del municipio ha estado sumamente estancado, a pesar de que en 2007 se realizaron anuncios por parte del gobierno nacional de inversiones que impulsarían su economía.

## Geografía

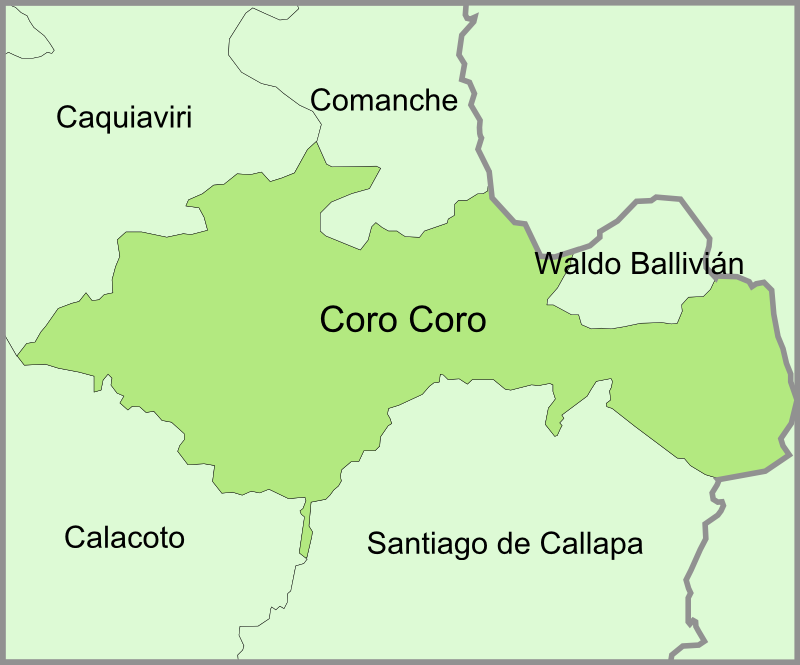
Municipios vecinos de Coro Coro en la provincia de Pacajes.

### Ubicación
El municipio está ubicado en la provincia de Pacajes del departamento de La Paz al oeste de Bolivia, a aproximadamente 82 kilómetros de distancia de la ciudad de La Paz. Tiene un área de 1094 km², y está a una altitud de 4020 m s. n. m. Limita con los municipios de Caquiaviri, Calacoto, Comanche, Callapa y Waldo Ballivián, también de la provincia de Pacajes, y con la provincia de Aroma.
Vías de acceso. La localidad de Coro Coro se encuentra ubicada en la región sur del departamento de La Paz y al Sudeste de la ciudad de La Paz a 150 km. Por lo general el transporte es diario, existiendo un servicio de minibuses, buses y camiones desde la ciudad de La Paz, a través de la carretera asfaltada La Paz - Viacha - Chacoma - Comanche - Corocoro de tránsito vehicular permanente. 
El territorio abarcado por Coro Coro incluye lo que anteriormente eran los cantones de Caquingora, Jancko Sirpa Marca, Jayuma Llallagua, José Manuel Pando, Muro Pilar Mejillones, Porvenir Quilloma, Rosapata Huancarama, Topohoco, Villa Exaltación de Enequella y Coro Coro; ello significa que las poblaciones pertenecientes a los mencionados cantones se encuentran comprendidas en Coro Coro, incluyendo, por supuesto, a la ciudad del mismo nombre.
El municipio contiene gran cantidad de accidentes geográficos, especialmente cerros, distribuidos por toda su extensión. Algunos de ellos son patrimonial y turísticamente importantes, como sucede con el Cerro Kumpuku y la Formación Rocosa de Turiturini.
Todo el territorio municipal es atravesado por ríos perennes y algunos intermitentes y quebradas. Algunos ejemplos son los ríos Pontesuelo y Jachchallani. Además, en la zona hay algunas lagunas como las llamadas Aguallkheri y Chijmo Kkota.

### Clima
El clima predominante es frío. La temperatura media anual es de 10 °C, con una humedad relativa del 55 %. El período de lluvias se concentra entre noviembre y abril, con una precipitación media anual de 500 mm.

### Altitud
La localidad de Corocoro se encuentra localizada en el Altiplano andino, a una altitud de 3998 m s. n. m.

### Relieve topográfico
La configuración del relieve topográfico de la zona de proyecto está ubicada en terreno montañoso irregular y accidentado, presenta leves ondulaciones que conforman pequeñas depresiones. Es una población minera ubicada en el Altiplano con fuertes pendientes en la parte alta y una topografía más uniforme y plana con pendientes mínimas en la parte baja. Se tiene pendientes que van desde 1 % a 45 %.

### Conflicto territorial
En octubre de 2011 salieron a la luz conflictos limítrofes que Coro Coro tiene con el municipio vecino de Caquiaviri. Según el alcalde de Coro Coro, Genaro Tambo, Caquiaviri buscaba extender sus territorios de forma irregular y sin un acuerdo previo con las poblaciones afectadas. Tambo también afirmó que la representación de Coro Coro estuvo dispuesto a solucionar el inconveniente mediante una conciliación, pero que los representantes de Caquiaviri actuaron con agresividad e incluso recurrieron a agresiones verbales. El alcalde de Caquiaviri, por su parte, sostuvo que la solicitud de su municipio no es de cambio de limitación territorial —señalando que no existe conflicto en ese sentido debido a que los territorios en cuestión fueron censados en 2001 como comunidades de Caquiaviri— sino de un proceso de reasignación de la población que tendría como consecuencia que los recursos de las comunidades mencionadas fueran asignados a Caquiaviri y no a Coro Coro, afirmando que es un pedido justo debido a que Coro Coro no ha venido asignando recursos ni realizando obras en los territorios cuestionados, lo cual causa que éstos deban postergar su desarrollo.

## Demografía

### Población
De acuerdo con el censo boliviano de 2024, la población del municipio de Coro Coro es de 13 395 habitantes.
La población del municipio aumentó casi un tercio entre 1992 y 2024:
| Año  | Población | Fuente                  |
| ---- | --------- | ----------------------- |
| 1992 | 10 490    | Censo boliviano de 1992 |
| 2001 | 11 813    | Censo boliviano de 2001 |
| 2012 | 10 647    | Censo boliviano de 2012 |
| 2024 | 13 395    | Censo boliviano de 2024 |

Según el censo poblacional de 2012, la localidad de Coro Coro tiene una población permanente total de 1506 habitantes, distribuida en 443 familias, con un promedio de 3.4 hab/familia.
La gran mayoría de habitantes del municipio son originarios aimara, lo cual hace que la lengua materna predominante sea el idioma aimara. A pesar de esto, buena parte de la población aprende también idioma español, de modo que es bastante mayor la población bilingüe aimara-español que la monolingüe de cualquiera de los dos idiomas.
| Grupos de edad | Total | Hombres | Mujeres |
| -------------- | ----- | ------- | ------- |
| Todos          | 11813 | 6128    | 5685    |
| 0 a 5 años     | 1579  | 853     | 726     |
| 6 a 18 años    | 3562  | 1939    | 1623    |
| 19 a 39 años   | 2827  | 1443    | 1384    |
| 40 a 64 años   | 2584  | 1309    | 1275    |
| 65 años o más  | 1261  | 584     | 677     |

Estadísticas demográficas. Fuente: INE
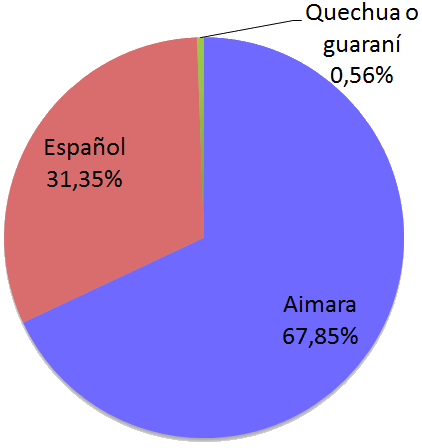
Lenguas maternas de la población.
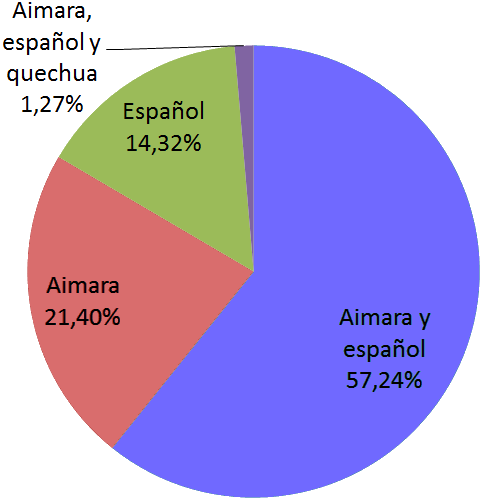
Idiomas hablados por la población.
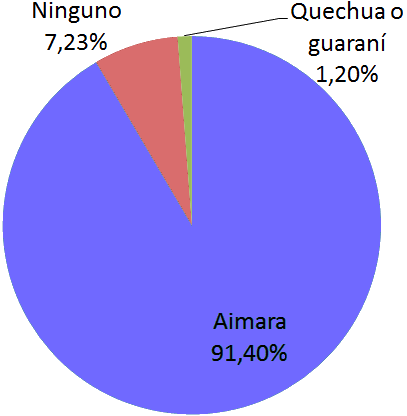
Pueblos indígenas u originarios de autoidentificación de la población.

### Idioma
El principal idioma hablado en Coro Coro es el aimara, el segundo idioma el castellano por la constante migración temporal a los centros urbanos (El Alto, La Paz). Un 20 % de la población habla exclusivamente el aimara, principalmente la población mayor a los 50 años y el 1 % habla quechua.

### Estabilidad poblacional
La estabilidad poblacional, está definida por la actividad minera, siendo Coro Coro uno de los centros más poblados en la actualidad por el incremento en oportunidad de trabajo por la reactivación de las minas en el sector con la explotación del cobre.
Los habitantes son oriundos de la localidad y de comunidades de la misma región del municipio, en tiempos de cotización baja del mineral, el 10 % de las personas emigra temporalmente a sus terrenos de cultivo y crianza de ganado: camélido, vacuno y  ovino, comunidades que se encuentran en la misma jurisdicción del Municipio con la finalidad de contar con otros ingresos económicos como una alternativa. El 90 % de las personas ha residido en forma permanente en los últimos 5 años.
Migración. 
El movimiento migratorio de los habitantes de Corocoro a los centros poblados y ciudades intermedias como Viacha, El Alto, etc. Es constante, siendo esta una opción de generar recursos económicos; en la mayoría de los casos lo realiza el hombre de la casa, se da en familias que no trabajan en la explotación de los minerales y cuyos ingresos son bajos, insertándose en trabajos temporales como el comercio informal y empresas. Otros  habitantes se ausentan de la localidad por motivos de estudio debido a que muchos cuentan con parientes en esas localidades.
El flujo migratorio asciende a un 10 %, este movimiento poblacional se efectúa durante todo el año, pero con más intensidad en temporadas de siembra agrícola (noviembre a febrero) y el periodo de cosecha (junio a septiembre), disminuyendo la migración durante los meses de septiembre a noviembre en la que se realiza la preparación de terrenos y siembra, como de enero a febrero durante los meses de trabajos culturales (denominados así a las actividades que se realizan durante el proceso productivo de los cultivos, como aporque, control de plagas y enfermedades, etc.) y entre marzo y mayo época de cosechas, otros lugares de migración temporal son las ciudades de La Paz, Santa Cruz de la Sierra y en un porcentaje reducido a Brasil y Argentina.
Inmigración. 
La inmigración temporal es baja respecto a la emigración tanto en varones como en mujeres, los inmigrantes son en mayoría estudiantes cuando el sistema educativo entre en un periodo de receso.  En época de siembra y cosecha según usos y costumbres en la localidad se práctica el Ayni la participación de hombre y mujeres foráneos es muy reducido.

## Administración y gobierno
La Constitución de Bolivia establece que el gobierno y la administración de los municipios están a cargo de gobiernos municipales autónomos de igual jerarquía entre sí. Dichos gobiernos tienen potestad de diversas índoles —normativa, ejecutiva, administrativa y técnica— dentro de su jurisdicción y competencia territoriales.
El gobierno del municipio está a cargo de un alcalde y un concejo municipal. El primero tiene potestades ejecutiva, administrativa y técnica, mientras que el segundo se encarga de las áreas normativa y fiscal. Ambos tienen un periodo de ejercicio de 5 años, y son elegidos democráticamente mediante elecciones.
Desde 2010, fecha de las últimas elecciones municipales bolivianas, el alcalde de Coro Coro es Genaro Tambo Huayta, del partido Qatuqi. Tambo reemplazó al anterior alcalde municipal, David Tola Ayala, quien pertenecía al partido Movimiento Bolivia Libre. Por otro lado, el Concejo del municipio está conformado por 5 concejales, y se dispone de 29 funcionarios municipales.

## Economía
En la localidad la ocupación corresponde en mayor grado a la minería siendo el 47.2 %, el 34.5 % son estudiantes, seguido del 16.7 % son amas de casa y el 1.6 % se dedican a la agricultura y ganadería.
En relación con la agricultura está supeditada a las precipitaciones pluviales, siendo así, la producción se da durante los meses de septiembre a noviembre en la que se realiza la preparación de terrenos y siembra, entre marzo y mayo época de cosechas. Las condiciones climáticas  limitan el desarrollo de los cultivos. 
Otro problema es el uso de herramientas manuales como la chonta, picota y arado, haciendo de la agricultura una actividad de autoconsumo, la variedad de productos cultivados en la localidad de Coro Coro, son tubérculos como la papa, la oca y la papalisa y cereales como la cebada, la quinua y la cañahua. La papa es uno de los principales cultivos siendo la base alimentaría en las familias. La papalisa y la oca se cultivan en menor escala.
En relación con la ganadería pocas familias se dedican al rubro de la crianza de ovino, camélidos y vacuno.
En la actualidad, las actividades económicas de Coro Coro se extienden también a la caza, el comercio en general. Las artesanías textiles son otra fuente de ingreso de la población, además del turismo.
Del total de la población, en 2001 un 73 % estaba en edad de trabajar (PET), y un 43 % estaba económicamente activa (PEA).

### Abastecimiento
Un 25,46 % de los hogares tienen acceso a agua potable mediante sistema de acueducto. El resto de la población se provee del líquido mediante la extracción de pozos (50 %) o tomándola de fuentes hídricas naturales como ríos y lagunas (24 %).
La cobertura de energía eléctrica del municipio es del 17,52 %.

### Salud
El sistema de salud de Coro Coro está conformado por 5 establecimientos de salud, todos ellos de primer nivel. La cantidad de personal de salud del municipio es de 0,68 por cada 1000 habitantes y se dispone de 1,02 camas por 1000 habitantes.
Un 16,33 % de los niños menores a 1 año reciben la vacuna pentavalente, y un 44,21 % de los niños de entre 12 y 23 meses de edad son vacunados contra el sarampión. La tasa de mortalidad infantil es de 66,05.

### Educación
La tasa de analfabetismo del municipio es del 14,09 %. La tasa de asistencia es del 80,76 %.
En total, en Coro Coro hay 2849 estudiantes matriculados, y 44 unidades educativas (en promedio, 64,75 estudiantes por unidad educativa). El número de docentes disponibles es de 191 (para un promedio de 14,92 estudiantes por maestro).

### Aseo y alcantarillado
Sólo un 2,7 % de los hogares del municipio disponen de alcantarillado.

### Justicia
Corocoro afronta inconvenientes en su sistema de justicia debido a la mínima presencia que existe de agentes del Ministerio Público y la Policía: la población no dispone de un jefe policial ni un fiscal, y el notario va a la ciudad con poca frecuencia. Lo anterior produce, entre otras consecuencias, que los habitantes busquen mecanismos judiciales en ciudades como El Alto o La Paz para tramitar sus procesos. Tras reunirse con los representantes de los movimientos sociales y los habitantes del municipio, una consejera de la Judicatura Boliviana anunció que gestionaría soluciones al problema ante los entes estatales correspondientes.

## Patrimonio cultural

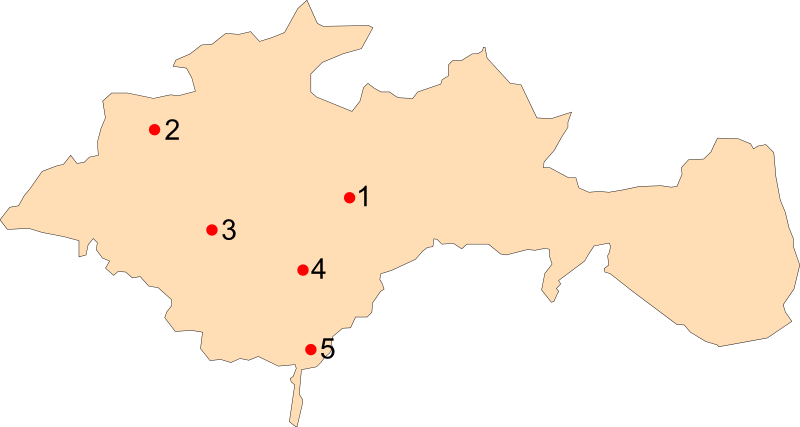
Ubicación de elementos de interés patrimonial en el municipio de Coro Coro.
1 - Ciudad de Coro Coro. Monumento al Minero, Iglesia de la Virgen de Asunción, Cóndor Jipiña.
2 - Cerro Kumpuku
3 - Formación Rocosa de Turiturini
4 - Iglesia de Caquingora
5 - Salar de Jayuma-Llallagua

El municipio de Corocoro contiene varios elementos patrimoniales importantes relacionados con su historia colonial y minera, entre los cuales se encuentran varias minas de cobre, elementos de transporte de metales —altas torres que sostienen cables y un ingenio de procesamiento—, el monumento al minero —una estatua de un minero de más de dos toneladas de peso construida en 1960 utilizando estaño, zinc, plata y cobre de alrededor de 8 mm de espesor— y las iglesias de la Virgen de la Asunción y del Milagroso Señor de Guallatiri —la primera, única en Bolivia de estilo holandés (hecha con maderas y planchas), fue construida en 1906 y contiene la imagen de la Virgen de Asunción, patrona de Coro Coro; y la segunda fue creada ante la imposibilidad de trasladar la iglesia central debido a que, según se cuenta, cada vez que se intentaba realizar el traslado se desataban fenómenos meteorológicos como tormentas—.
También es parte del patrimonio municipal la Basílica Menor “Santa Bárbara de Caquingora”, un templo con dos campanarios construido en el año 1560 (siglo XVI) y declarado monumento nacional el 7 de diciembre de 1967. La construcción del templo fue dirigida por los franciscanos de la época y la mano de obra provino de cerca de 4000 indígenas de la comunidad de Taika Mara. La estructura se ubica en la población de Caquingora, en donde fueron creadas tres campanas para la catedral; actualmente sólo una se encuentra aún allí, mientras que las otras dos están en la Basílica de San Francisco de La Paz y la Catedral de Lima. En 2006 se empezó a impulsar un proyecto de restauración de la basílica, y a finales de 2008 se finalizó un proceso de catalogación que documentó 210 bienes artísticos culturales presentes en ésta. El 1 de junio de 2007, el monumento fue víctima de un robo en el que le fueron sustraídos 6 lienzos.

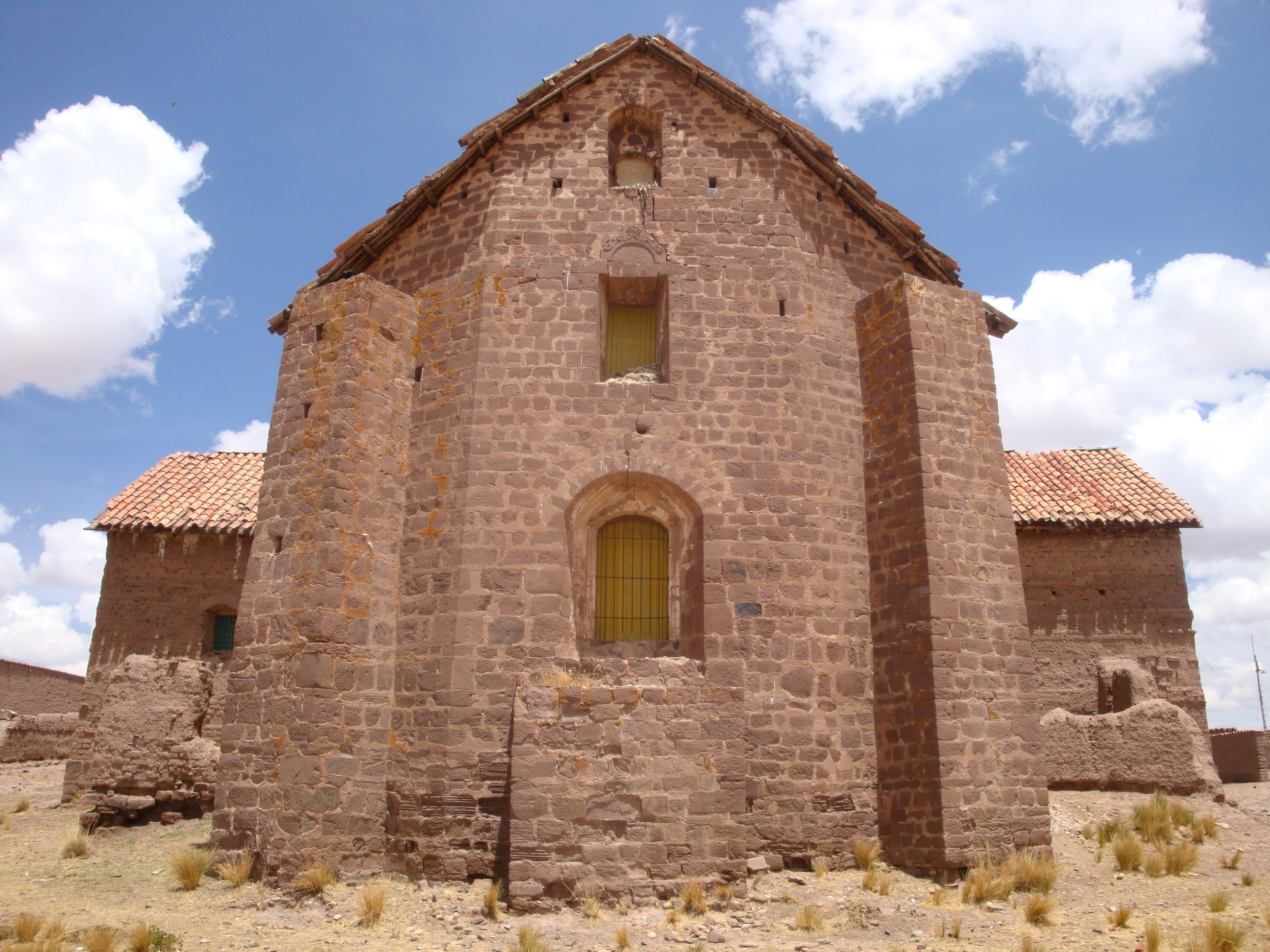
Vista posterior de la iglesia de Caquingora.

En el territorio del municipio hay tres accidentes geográficos importantes. El primero de ellos es el Cerro Kumpuku, un mirador natural ubicado a 35 kilómetros de distancia aproximada de Coro Coro. Además de su hermosa vista, es importante debido a que allí los yatiris o sacerdotes andinos realizan ofrendas a la Madre Tierra para solicitar su favor. El segundo es la Formación Rocosa de Turiturini, que fue tallada por la erosión a lo largo de muchos años y en su entorno contiene flora y fauna locales. El tercero  es el Salar de Jayuma Llallagua, un campo de producción salina ubicado en las riberas del río Maure. La sal extraída de éste se utiliza para consumo humano, alimentación de ganado y otros usos complementarios.
Finalmente, cabe destacar la Puya raimondii, una especie de planta endémica de la provincia de Pacajes que florece únicamente al concluir su ciclo de vida a los 80 años (según la tradición popular, a los 100 e incluso 150 años), produciendo miles de flores y millones de semillas. Si bien la puya no se encuentra directamente en Corocoro sino en el municipio vecino de Comanche, es simbólica para toda la provincia debido a que ésta es una de los dos únicos lugares bolivianos donde la especie puede hallarse —pudiendo encontrarse, además, en regiones peruanas—.

### Cóndor Jipiña
En un pueblo indígena de los Andes mandaba un sabio cacique que tenía dos hijos: un varón y una mujer. Un día llegó un extranjero al pueblo, y tan pronto vio a la joven hija del cacique se enamoró de ella y la pidió en matrimonio a su padre. El cacique, al no conocer al joven forastero, le dijo que no podía aceptarlo. El extranjero, ofendido ante la duda del anciano, abandonó el pueblo.

Años después, la hija del cacique se enamoró de un joven de su ayllu, con quien salía a los cerros a charlar. Cierto día, la pareja notó que un cóndor les observaba desde las alturas. La presencia del ave se hizo frecuente, lo cual causó temor a la joven, quien se lo comunicó a su pretendiente. Éste arrojó al animal una piedra con su honda, impactándolo e hiriéndolo de muerte. El cóndor intentó alzar el vuelo, pero no lo logró y cayó a poca distancia del lugar, transformándose en roca.

Cuenta la leyenda que el joven forastero era Kuntur Mallku, el único ser humano con el poder de transformarse en cóndor.
La leyenda del Cóndor Jipiña

El Cóndor Jipiña es un monumento natural ubicado muy cerca a la ciudad de Corocoro. Es una enorme roca que a la vista se asemeja con un cóndor posado en una rama. Tiene una altura de entre 6 y 8 metros y su peso se aproxima entre 3 y 4 toneladas. Debido a la erosión, la figura se ha deteriorado progresivamente de modo que en la actualidad le faltan un ala y parte de su cabeza.
Desde mediados de 2008, el Cóndor Jipiña forma parte del «Patrimonio natural, cultural y turístico del Departamento de La Paz». Su nombre es un término aimara que significa «posada del Cóndor».
El monumento natural está situado a aproximadamente un kilómetro de la ciudad; la ruta entre ambos lugares puede recorrerse en una hora o incluso menos.
jnkj

### El Ch'uta y el Carnaval
La palabra ch'uta es un término mestizo con el que despectivamente se llamaba a los siervos mestizos que vestían como los españoles y otros extranjeros lo imponían. Según algunos investigadores, en la ciudad se creó un personaje, el Ch'uta, basado en los mencionados vestidos, que viste un traje pintoresco y utiliza una máscara. También nació una danza, llamada la danza del Ch'uta, en la que el personaje baila con una «cholita», quien usa una vestimenta lujosa y engalanada.
Durante la época del auge minero en Coro Coro, cuando la población era significativamente mayor que la actual, en el pueblo se realizaba un tradicional carnaval durante los días anteriores al inicio de la cuaresma. El carnaval duraba cinco días, empezando el sábado y finalizando el miércoles de Ceniza, y estaba muy relacionado con la actividad minera de la población. Se calcula que más de mil personas alcanzaban a congregarse durante la celebración, en la que había música, baile y bebida en cantidad.
El carnaval empezaba el sábado con la presentación de las bandas de las distintas secciones que componían la mina. Al día siguiente, los trabajadores se ponían sus mejores galas, especialmente trajes de ch'uta, y empezaban a llegar al pueblo las personas residentes en otros lugares que quisieran disfrutar del carnaval. El lunes de carnaval se tenía la costumbre de ir al cementerio a visitar a los difuntos y ch'allar –acto simbólico en el que se derrama un poco de alcohol sobre el suelo– las tumbas de los seres queridos. También se realizaba un toque musical en el atrio de la capilla, con boleros dedicados a las personas condecoradas de la Guerra del Chaco. Al amanecer del día martes se llevaba a cabo un acto en el que sacerdotes aimara sacrificaban toros como ofrenda. Ese día, la celebración inicialmente se realizaba en las casas de los pobladores pero al comenzar la tarde se trasladaba, de nuevo, a zonas comunes. El miércoles, último día de carnaval, la fiesta se realizaba hasta altas horas de la noche. Posteriormente, el sábado y el domingo se realizaban algunas actividades adicionales, de modo que muchos de los visitantes se iban del pueblo el lunes en la mañana.